# Денисов, Эдисон Васильевич
Эдисо́н Васи́льевич Дени́сов (6 апреля 1929, Томск — 24 ноября 1996, Париж) — советский и российский композитор, музыковед, общественный деятель, народный артист Российской Федерации (1994).

## Биография
Родился в Томске. Отец — радиофизик Василий Григорьевич Денисов (1905—1941), уроженец Усть-Каменогорска, стоявший у истоков томского телерадиовещания, мать — врач-фтизиатр Антонина Ивановна Титова (1905—1994), работавшая в Томском туберкулёзном диспансере.
В детстве самостоятельно научился играть на мандолине и гитаре, серьёзно учиться музыке начал с 12 лет. В 1946 году поступил на физико-математический факультет Томского государственного университета и в Томское музыкальное училище в класс известных томских педагогов О. А. Котляревской и Е. Н. Корчинского. В 1950 году Денисов победил в студенческом композиторском конкурсе и послал свои сочинения Дмитрию Шостаковичу, который ответил, что ему нужно серьёзно заняться музыкой. Окончил фортепианный класс училища (1950) и Томский университет (1951).
В 1951 году Денисов поступил в Московскую консерваторию; окончив её в 1956 году, остался в ней преподавателем, его произведения становятся известными широкой публике. В СССР его музыка как «авангардная» не получала признания, а за рубежом Денисова называли «Моцартом XX века».
После окончания аспирантуры в 1959 году Денисов преподавал в Московской консерватории оркестровку, а затем композицию. Среди его учеников — композиторы Дмитрий Смирнов, Елена Фирсова, Александр Вустин, Сергей Павленко, Владимир Тарнопольский, Иван Соколов, Божидар Спасов, Хуан Гутьеррес и др. Все они официально занимались с Денисовым лишь инструментовкой, поскольку вплоть до конца 1980-х годов ему не разрешали открыто вести класс композиции. Позднее официальными учениками-композиторами Денисова стали Юрий Каспаров, Ольга Раева, Антон Сафронов, Александра Филоненко, Вадим Карасиков и др. Множество молодых композиторов, не будучи учениками Денисова, консультировались у него, среди них — Дмитрий Капырин, Александр Щетинский (Украина), Дмитрий Янов-Яновский.
В 1979 году на VI съезде Союза композиторов СССР в отчётном докладе Первого секретаря Союза Тихона Хренникова музыка Денисова подверглась жёсткой критике, и Денисов попал в так называемую «хренниковскую семёрку» — «чёрный список» семи русских композиторов. До начала Перестройки официальные советские инстанции чинили препятствия распространению его музыки.
В 1994 году Эдисон Денисов попал в тяжелейшую автокатастрофу в Старой Рузе и был вывезен для лечения во Францию (где его творчество было давно известно и востребовано). Там он прожил последние два года жизни, периодически посещая Россию. Он стал почётным гражданином Парижа, был удостоен высшей государственной награды Франции — ордена Почётного легиона.
Умер в Парижской клинике от осложнений онкологического заболевания 24 ноября 1996 года. Похоронен на Южном кладбище Сен-Манде.

## Сочинения (выборка)
- Пена дней (L'écume des jours). Лирическая драма в 3 актах и 14 картинах по роману Бориса Виана (либретто Э. Денисова). 1981.
- Четыре девушки (Les quatre filles). Опера в 6-ти картинах по пьесе Пабло Пикассо (либретто Э. Денисова). 1986.
- Реквием для сопрано, тенора, хора и оркестра на стихи Франциско Танцера и литургические тексты (в пяти частях). 1980.
- История жизни и смерти Господа нашего Иисуса Христа для тенора, баса, хора и оркестра на тексты из Нового Завета и православной литургии. 1992.
- Солнце инков для сопрано и ансамбля на стихи Габриелы Мистраль. 1964.

## Награды и звания
- Кавалер ордена Почётного легиона (Франция).
- Кавалер ордена Искусств и литературы (Франция).
- Народный артист Российской Федерации (29 декабря 1994 года) — за заслуги в области искусства[7].
- Заслуженный деятель искусств РСФСР (1989 год).
- Почётный гражданин Парижа.